# Сам у кући 3
Сам у кући 3 (енгл. Home Alone 3) је америчка филмска комедија из 1997. године сценаристе и продуцента Џона Хјуза, а у режији Раџе Гознела којему је ово редитељски деби и који је био монтажер оба оригинална филма. Музику је компоновао Ник Глени−Смит. Филм представља трећи део у серијалу Сам у кући. За разлику од претходна два филма овај има потпуно нове ликове и радњу и представља последњи филм у франшизи који је добио биоскопско издање.
Насловну улогу тумачи Алекс Д. Линц као осмогодишњак Алекс Пруит, док су у осталим улогама Олек Крупа, Риа Килстед, Лени Вон Долен, Дејвид Торнтон, Хевиленд Морис, Кевин Килнер и Скарлет Џохансон. Светска премијера филма је била одржана 12. децембра 1997. у Сједињеним Америчким Државама.
Буџет филма је износио 32 милиона долара, а зарада од филма је 79,1 милиона долара. Наставак филма, Сам у кући 4, премијерно је приказан 2002. године.

## Радња
Тајни војни супер чип, који вреди десет милиона долара, лопови су сакрили у дечији ауто на даљински. Због замене пртљага, тај аутомобилчић завршава код Алекса Пруита, дечака који због богиња остаје сам у кући у предграђу Чикага. Тако ће почети нови покушај опсаде и одбране куће од лопова. 

## Улоге
| Глумац           | Улога           |
| ---------------- | --------------- |
| Алекс Д. Линц    | Алекс Пруит     |
| Олек Крупа       | Питер Бјупре    |
| Риа Килстед      | Алис Рибонс     |
| Лени Долен       | Бартон Џерниган |
| Дејвид Торнтон   | Ирл Ангер       |
| Хевиленд Морис   | Карен Пруит     |
| Кевин Килнер     | Џек Пруит       |
| Скарлет Џохансон | Моли Пруит      |